# Швеція в Європейському Союзі
Відносини між Королівством Швеція та Європейським Союзом — це вертикальні відносини за участю наднаціональної організації та однієї з її держав-членів. Третя за площею країна ЄС, Швеція має 20 депутатів Європарламенту та 10 голосів у Раді Європейського Союзу.

## Історія
Швеція є однією з європейських країн, які дотримувалися суворого дипломатичного нейтралітету під час холодної війни і зберегли цей статус після цього; до приєднання до Європейського Союзу вона була частиною ЄАВТ разом зі своїми сусідами з Фенноскандиї ( Данія, Ісландія, Фінляндія та Норвегія), з якими вона й досі має тісні зв'язки в структурах Північної ради. Після закінчення «холодної війни» географічне та економічне положення Швеції усвідомило можливість брати участь в ЄС, щоб мати можливість впливати на рішення в Європі, які все більше стосувалися її (будучи частиною Європейської економічної зони, утвореної в 1994 року, де-факто підпадала під дію різних правил ЄС).
Розпочинаються поглиблені переговори, і оскільки країна вже відповідає більшості необхідних політичних та економічних критеріїв, вони є короткими (переговори розпочинаються 11 лютого 1993 року і закінчуються в березні 1994 року). Після референдуму, на якому громадяни закликали позиціонувати себе за чи проти вступу своєї країни до Європейського Союзу, вони проголосували за 52,3. %, що є найнижчим показником серед трьох країн, які брали участь у четвертому розширенні Європейського Союзу (переважно громадяни Норвегії проти).
Країна приєднується до Шенгенської зони, але відмовляється від євро в 2003 році; вона є повноправним гравцем в європейських органах і ініціювала кілька великих проєктів у масштабі континенту та за його межами, зокрема з питань міжнародного посередництва в країнах або регіонах, що перебувають у конфлікті, та захисту навколишнього середовища.

### Процедура прийняття євро
У договорі про вступ до ЄС зазначено, що Швеція в кінцевому підсумку повинна приєднатися до єврозони; однак він добровільно не відповідає певним критеріям, зокрема, брати участь у ERM II протягом мінімум двох років та підтримувати курс шведської крони з обмеженим паритетом навколо євро.
«Швеція в Європі» була основною кампанією за прийняття країною євро на референдумі 2003 року з цього приводу.